# Anthurium cainarachense
Anthurium cainarachense är en kallaväxtart som beskrevs av Adolf Engler. Anthurium cainarachense ingår i släktet Anthurium och familjen kallaväxter. Inga underarter finns listade.